# Jean Delumeau
Jean Léon Marie Delumeau (Nantes, 18 giugno 1923 – Brest, 13 gennaio 2020) è stato uno storico e saggista francese, docente di storia moderna presso l'Università di Rennes (dal 1955 al 1970), alla Sorbona (dal 1970 al 1975) e in seguito al Collège de France.
Membro dell'École française di Roma, nel 1985 ricevette la Medaglia d'Oro della Città di Roma, per i suoi studi sulla vita socio-religiosa dello Stato Pontificio e della capitale.
Morì a 96 anni nel gennaio del 2020. Era padre di Jean-Pierre Delumeau, anch'egli storico.

## Opere
- La Civilisation de la Renaissance, Collection les grands civilisations dirigée par Raymond Bloch, Arthaud, 1967-1973
- Il Cattolicesimo dal XVI al XVIII secolo, collana Nuova Clio n.6, Mursia, Milano, 1976
- Il Cristianesimo sta per morire? Prefazione di Vittorio Messori, collana Saggi, Sei Editore, 1977
- La Paura in Occidente (secoli XIV-XVIII). La città assediata, trad. di P. Traniello, collana Saggi, Sei, 1979; Collana Reprints.Narrativa, Sei, 1994 ISBN 978-88-05-05386-5
- Vita Economica e Sociale di Roma nel Cinquecento, Sansoni, Firenze, 1979
- Cristianità e Cristianizzazione. Un itinerario storico, Marietti, Casale Monferrato, 1984
- Storia vissuta del Popolo Cristiano. Direzione di Jean Delumeau. Edizione italiana a cura di Franco Bolgiani, Sei, 1979-1985 ISBN 978-88-05-03839-8
- Il Peccato e la Paura. L'idea di colpa in Occidente dal XIII al XVIII secolo, trad. di N. Gruber, collana Le Occasioni, Il Mulino, Bologna, 1987 ISBN 978-88-15-01272-2; collana Biblioteca Storica, Il Mulino, 2000 ISBN 978-88-15-07346-4; Collana Storica Paperbacks n.14, Il Mulino, Bologna, 2006 ISBN 978-88-15-11012-1
- Le ragioni di un credente, trad. di A. Rizzi, collana Terzomillennio, Marietti, 1987 ISBN 978-88-211-6853-6
- La Riforma. Origini e affermazione, trad. di Xenio Toscani, collana Nuova Clio, Mursia, Milano, 1988 ISBN 978-88-425-9338-6
- Il Cattolicesimo dal XVI al XVIII secolo, trad. di Xenio Toscani, a cura di M. Bendiscioli, collana Nuova Clio, Mursia, 1991 ISBN 88-425-0029-1
- Rassicurare e proteggere. Devozione, intercessione, misericordia nel rito e nel culto dell'Europa medievale e moderna, trad. di B. Betti, collana Storica, Rizzoli, Milano, I ed. 14 ottobre 1992 ISBN 88-17-33287-9
- La confessione e il perdono. Le difficoltà della confessione dal XIII al XVIII secolo, trad. di D. Griffini, collana Storia della Chiesa. Saggi, San Paolo Edizioni, 1992 ISBN 88-215-2446-9
- Storia del Paradiso. Il giardino delle delizie, trad. di L. Grasso, collana Le Occasioni n. 55, Il Mulino, Bologna, 1994 ISBN 88-15-04685-2
- Sous la direction de Jean Delumeau, Il Fait Religieux, Fayard, Paris, 1996; in italiano Il Fatto Religioso, collana Religione, Sei, 1997
- Homo Religiosus. autour de Jean Delumeau, Fayard, Paris, 1997
- Quel che resta del Paradiso, trad. di C. Galli, collana Uomini e Religiosi. Cartonati, Mondadori, 2001 ISBN 88-04-49612-6
- Scrutando l'aurora. Un Cristianesimo per domani, collana Studi Religiosi, EMP, 2005 ISBN 88-250-1454-6
- Jean Delumeau e Gérard Billon, Gesù e la sua Passione, trad. di A.M. Checchin, collana Il Pozzo di Giacobbe. Nuova Serie, EMP Editore, 2006 ISBN 88-250-1669-7
- Alla ricerca del Paradiso, collana Le Vie della Storia n. 20, San Paolo Edizioni, 2012 ISBN 978-88-215-7296-8